# Тсуга разнолистная
Тсу́га разноли́стная (лат. Tsuga diversifolia) — вечнозелёное дерево рода тсуга семейства Сосновые (Pinaceae).

## Ботаническое описание
Вечнозелёное хвойное дерево высотой до 25 метров с образующими широкую крону ветвями. 
Кора красно-бурая, побеги тонкие, жёлтого цвета, опушённые серыми короткими волосками. Почки округлые или грушевидные, красного цвета, длиной 3 миллиметра.
Хвоя 1,5 сантиметра длиной и 1,5—2 миллиметра шириной, в верхней части блестяще-зелёная, в нижней с белыми устьичными полосками. 
Шишки 1—2 сантиметра длиной, имеют почти шаровидную форму. Чешуйки короткие и широкие, широко закруглённые спереди и волнистые по краям. Крыло маленькое, равное по размеру семени.

## Распространение и среда обитания
Эндемик Японии. Растёт на островах Кюсю и Хонсю в горах на высоте 700—2000 метров над уровнем моря. Является лесообразующей породой, создающей чистые насаждения. Произрастает вместе с псевдотсугой японской, пихтой Вича, сосной мелкоцветковой, туевиком поникающим и елью аянской.

## Значение и применение
В Европе, Северной Америке и Японии тсуга разнолистная культивируется как декоративное растение и активно применяется в озеленении. 
Также её древесину применяют в строительстве, столярных работах и изготовлении мебели.

## Галерея
|                                             |  |  |  |
| Слева направо: хвоя; шишки; габитус; бонсай |  |  |  |